# Wolfgang Zicke Schneider
Wolfgang „Zicke“ Schneider (* 1945 in Berlin-Weißensee) ist ein deutscher Jazz-Schlagzeuger, der auch als Studiomusiker aktiv war.

## Leben
Wolfgang Schneider studierte an der Hochschule für Musik „Hanns Eisler“ Berlin. Mitte der 1960er Jahre gehörte er mit Hartmut Behrsing, Hans Schätzke und Reinhard Lakomy zu den Dixieland All Stars Berlin. 1967 war er Gründungsmitglied des Quintetts von Günther Fischer, mit dem er auf internationalen Konzertbühnen spielte und in den 1970er Jahren zentrale Platten mit Manfred Krug und Uschi Brüning aufnahm. Als Theatermusiker wirkte er am Berliner Metropol-Theater, wo ihm der Titel „Kammermusiker“ verliehen wurde. Daneben gehörte er zur Klaus Lenz Bigband, mit der er 1974 auch auf dem Jazz Jamboree auftrat.
In den 1980er Jahren gründete er eine eigene Formation und spielte mit Charlie Mariano, Toto Blanke, Trilok Gurtu, Stu Goldberg, Christoph Spendel, Leo Wright, Wolfgang Engstfeld und Manfred Schoof. Auf ihren Touren durch die DDR begleitete er auch internationale Sängerinnen wie Etta Cameron, Shirley Bassey, Wilma Reading, Joy Fleming oder Greetje Kauffeld. Als Studiomusiker arbeitete er auch für Veronika Fischer, Gisela May, Frank Schöbel und Jürgen Hart. Seit 1992 gehört er zu dem Projekt Enfant um Uschi Brüning.

## Diskographie (Auswahl)
- Manfred Krug/Günther Fischer: Das war nur ein Moment (Amiga 1971)
- Manfred Krug/Günther Fischer: Ein Hauch von Frühling (Amiga, 1972)
- Günther Fischer Kombination (Amiga 1978)
- Uschi Brüning/Eberhard Weise (Amiga 1982)
- Günther Fischer Nightkill (Amiga 1984, mit Hans-Joachim Graswurm, Axel Donner, Angelika Weiz)
- Edwin Sadowski Saitentriebe (Amiga 1987)
- Uschi Brüning Enfant (AHO records 1994, mit Ernst-Ludwig Petrowsky, Detlef Bielke, Günter Bartel)
- Hansgeorg Stengel Breitmaulfrösche, Eulenspiegelverlag 2000